# Fabrizio Provitali
Fabrizio Provitali (Roma, 15 maggio 1968) è un ex calciatore italiano, di ruolo attaccante.

## Carriera
Soprannominato Bibi, cresce nelle giovanili della Roma, di cui, insieme al compagno di squadra Massimiliano Cappioli, è il punto di forza della formazione primavera allenata da Luciano Spinosi. Nel 1987 gioca la sua prima stagione professionistica nel Perugia in Serie C2, vincendo subito il campionato.
Nel 1988 passa al Cagliari dove è tra i protagonisti del doppio salto, in due anni, dalla Serie C1 alla Serie A. Nel novembre 1990, dopo aver fatto l'esordio nella massima serie con i sardi entrando in campo al 62' di Cagliari-Inter (0-3) del 9 settembre 1990, viene ceduto al Vicenza in Serie C1.
Nel 1991 si trasferisce al Modena dove gioca per tre anni da titolare in Serie B. L'anno seguente milita nell'Avellino in Serie C1, prima di disputare la sua ultima stagione nella serie cadetta con il Venezia.
Nel 1996 gioca in Serie C1 con lo Spezia per poi trasferirsi l'anno successivo a Rieti dove si ferma per due stagioni. Le ottime prestazioni del biennio trascorso nel capoluogo sabino gli consentono di tornare tra i professionisti in Serie C2 con la Triestina ed è anche grazie al suo contributo che gli alabardati riescono a salire di categoria dopo la vittoria nei playoff con il Mestre.
Chiude la carriera tornando a Rieti nel 2003 dopo un campionato con l'Albalonga ed una breve parentesi ad Aosta.
Complessivamente ha collezionato una presenza in Serie A e 167 (con 50 reti) in Serie B.

## Palmarès
- Campionato italiano Serie C2: 1

Perugia: 1987-1988 (girone C)
- Campionato italiano Serie C1: 1

Cagliari: 1988-1989 (girone B)
- Coppa Italia Serie C: 1

Cagliari: 1988-1989